# Хаджиабад (Фарс)
Хаджиаба́д (перс. حاجی آباد‎) — город на юге Ирана, в провинции Фарс. Административный центр шахрестана  Зерриндешт. По данным переписи, на 2006 год население составляло 18 346 человек.

## География
Город находится в юго-восточной части Фарса, в горной местности юго-восточного Загроса, на высоте 1021 метра над уровнем моря.
Хаджиабад расположен на расстоянии приблизительно 225 километров к юго-востоку от Шираза, административного центра провинции и на расстоянии 855 километров к юго-юго-востоку от Тегерана, столицы страны.